# 辛普森遊戲
《辛普森遊戲》是一款於2007年開始發售的平台游戏，該遊戲改编自动画电视节目辛普森一家，並登錄任天堂DS 、Wii 、 Xbox 360 、 PlayStation 2 、 PlayStation 3和PlayStation Portable等平台。该游戏由艺电出版和发行。該游戏讲述的是辛普森一家五个成员霍默·辛普森、玛琦·辛普森、巴特·辛普森、莉萨·辛普森和玛吉·辛普森的故事。該遊戲獲得2007年斯派克电子游戏大奖中的“最佳电影或电视节目改编游戏”奖。